# ブルース・マッカンドレス2世
ブルース・マッカンドレス2世（Bruce McCandless II, 1937年6月8日 - 2017年12月21日）は、アメリカ海軍の飛行士、NASAの宇宙飛行士。

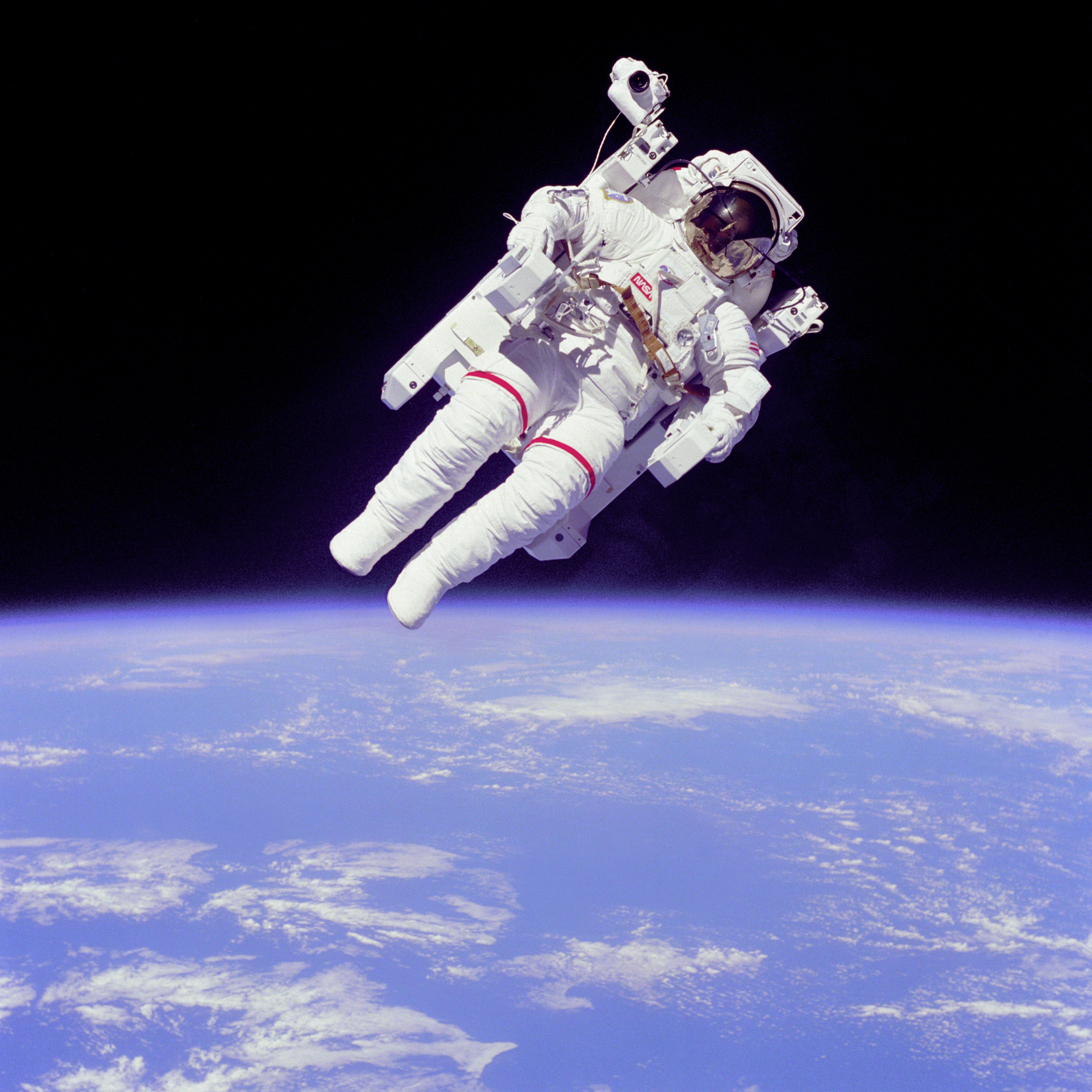
STS-41-Bの中で命綱なしの宇宙遊泳をするマッカンドレス

2度のスペースシャトルのミッションを経験し、そのうち1984年のミッションではMMU（有人機動ユニット、Manned Maneuvering Unit）を使用して、人類初の命綱なしの宇宙遊泳に成功した。

## 経歴・人物
マサチューセッツ州ボストン出身。父はアメリカ海軍の英雄とされるブルース・マッカンドレス1世で、ウィリス・W・ブラッドリーの孫にあたる。
カリフォルニア州ロングビーチのウッドロウ・ウィルソン高等学校を卒業後、メリーランド州アナポリスの海軍兵学校に進んだ。海軍兵学校時の同期にはジョン・マケインやジョン・ポインデクスターがいる。

### アメリカ海軍時代
マッカンドレスは、海軍兵学校を1958年組899名の次席で卒業した。続いて、フロリダ州のペンサコーラ海軍航空基地およびテキサス州のキングスビル海軍航空基地のNATRACOM（海軍訓練航空団）で飛行訓練を受けた。
1960年3月には海軍の飛行士となり、フロリダ州のキーウェスト海軍航空基地でF-6A スカイレイの操縦訓練を受けた。
1960年12月から1964年2月にかけて、第102戦闘飛行隊（VF-102）に配属され、F-6とF-4B ファントムIIに搭乗した。その間、空母「フォレスタル」、空母「エンタープライズ」に乗艦し、エンタープライズではキューバ危機を経験した。
1964年前半の3か月間、彼はヴァージニア州のオシアナ海軍航空基地で第43攻撃飛行隊（VA-43）の計器飛行インストラクターとして勤務し、またスタンフォード大学の海軍予備役将校訓練課程に電気工学の卒業研究を報告した。
海軍在籍中に彼は、T-33B シューティングスター、T-38A タロン、F-4B ファントムII、F-6A スカイレイ、F-11 タイガー、F-9 クーガー、T-1 シースター、T-34B メンター、ベル47Gヘリコプターの操縦に熟達した。
彼はジェット機での5,000時間を含む5,200時間を超える飛行時間を記録した。

### NASA時代
1966年4月、マッカンドレスはNASAが選抜した19人の宇宙飛行士の内の1人となった。
彼はアポロ11号のミッションにおいて通信担当官の1人として働き、ニール・アームストロングが月面に初めて足跡を付けたまさにその瞬間を担当していた。またアポロ14号の支援乗員や、スカイラブ2号の予備乗員に選ばれていた。
彼は、スカイラブ・プログラム中で使用されたM-509宇宙操縦装置実験上の共同調査者であり、またシャトル船外活動（EVA）中に使用される有人機動ユニット（MMU）の開発を共同研究した。マッカンドレスは、2度のスペースシャトルミッション（STS-41-B及びSTS-31）でミッション・スペシャリストとして飛行し、MMUでの4時間を含む312時間以上の宇宙滞在時間を記録した。

#### STS-41-B

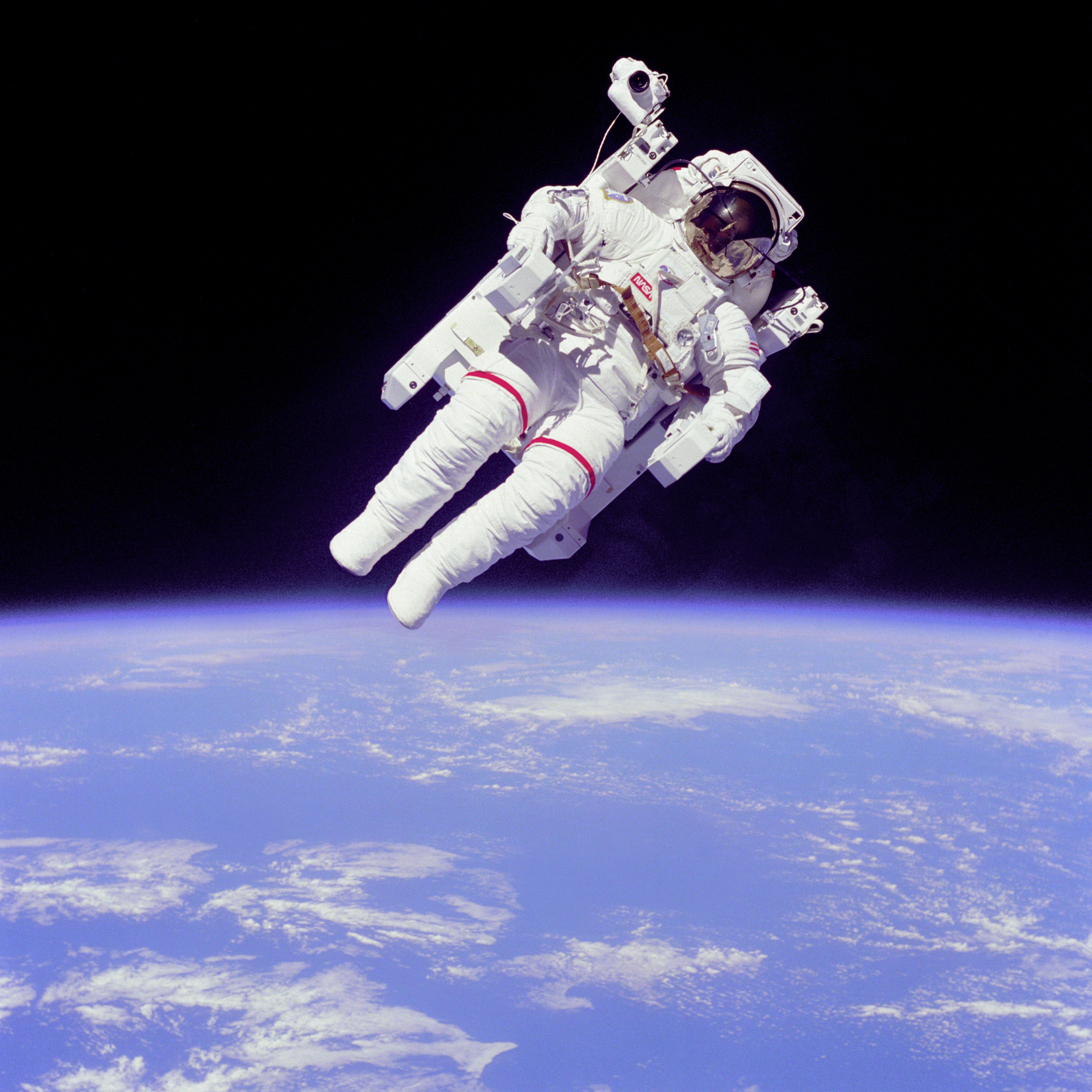
STS-41-Bの中で命綱なしの宇宙遊泳をするマッカンドレス

1984年2月3日、チャレンジャーはフロリダ州のケネディ宇宙センターから打ち上げられた。フライト中、2機の通信衛星を放出し、ランデブー用のセンサーとプログラムを初めて実験使用した。
このミッションは、MMUとMFR（Manipulator Foot Restraint）の最初の実験を記録した。マッカンドレスは2つのMMUのそれぞれを用いて命綱なしの宇宙遊泳を行い、命綱なしの宇宙遊泳をした初めての人物となった。

#### STS-31
1990年4月24日、フロリダ州のケネディ宇宙センターから打ち上げられたディスカバリーは5日間の飛行中、ハッブル宇宙望遠鏡を地上約600kmの高さに展開した。ディスカバリーは同年4月29日にカリフォルニア州のエドワーズ空軍基地に着陸した。

### 晩年
宇宙飛行士を引退した後のマッカンドレスは、長らくコロラド州に住み、余生を送っていたが、2017年12月21日に死去したことがNASAよりアナウンスされた。80歳没。

## 学位
マッカンドレスは、1958年にアメリカ海軍兵学校で理学士の学位を、1965年にはスタンフォード大学から電気工学の理学修士号をそれぞれ取得した。
1987年には、ヒューストン大学クリアレイク校で経営学修士の学位を取得している。

## 受賞・栄典
- 1985年 : 防衛殊勲章
- 1988年 : 勲功章
- 国防従軍記章
- 軍隊派遣章

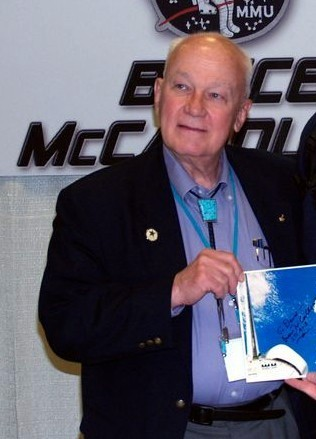
2009年2月

- 1974年 : NASA Exceptional Service Medal
- 1985年 : NASA Exceptional Engineering Achievement Medal
- 1984年 : NASA宇宙飛行メダル
  - 1990年にも受賞
- 1975年 : アメリカ宇宙飛行学会ヴィクター・Ａ・プレイサー賞
  - 1985年にも受賞
- 1985年 : 全米航空協会コリアー・トロフィー
- 1985年 : スミソニアン協会国立航空宇宙博物館トロフィー
- 2005年 : アメリカ宇宙飛行士栄誉殿堂

## 組織
- アメリカ海軍兵学校同窓会（1958年）
- アメリカ海軍研究所
- IEEE
- アメリカ航空宇宙工学協会
- 計算機学会
- アメリカオーデュボン協会

## 訴訟
2010年9月30日、マッカンドレスは、イギリスの女性歌手ダイドが2008年のアルバム『SAFE TRIP HOME』に1984年の「命綱なし宇宙遊泳」の写真を不正に使用した、として彼女を提訴した。
同時にソニー・ミュージック・エンタテインメント及びゲティー・イメージィズを被告としたこの訴訟では、著作権侵害ではなく彼の人格権を侵害した、と主張していた。
この訴訟は2011年1月14日に和解した。
皮肉にも、『スミソニアン』誌2005年8月号の記事は、この写真に関する「主題の匿名性こそが最良の特徴である」というマッカンドレスの発言を引用していた。